# Buchara-Steppenkerze
Die Buchara-Steppenkerze (Eremurus bucharicus) ist eine Pflanzenart aus der Gattung Steppenkerzen (Eremurus) in der Unterfamilie der Affodillgewächse (Asphodeloideae).

## Merkmale
Die Buchara-Steppenkerze ist eine ausdauernde krautige Pflanze, die ein Rhizom bildet und Wuchshöhen von 80 bis 100 Zentimeter erreicht. Der Stängel ist zumindest unten behaart. Die Laubblätter sind schmal linealisch. Die äußeren sind graugrün, ungefähr 5 Millimeter breit, dreikantig und mehr oder weniger stark behaart. Der Blütenstand ist ungefähr 30 Zentimeter lang, locker und schwach kegelig. Die Blütenstiele sind abstehend, die unteren weisen eine Länge von 4 Zentimetern auf. Die Perigonblätter sind blassrosa, weisen einen schmutzig-purpurnen Nerv auf und haben eine Länge von 13 bis 14 Millimetern. Die inneren sind doppelt so breit wie die linealischen äußeren. Die Kapselfrüchte weisen einen Durchmesser von 15 bis 18 Millimetern auf.
Die Blütezeit liegt im Juni.
Die Chromosomenzahl beträgt 2n = 14.

## Vorkommen
Die Buchara-Steppenkerze kommt in Nord-Afghanistan und in Südwest-Tadschikistan auf feinerdereichen Hängen mit Strauch- und Dornbuschsteppen in Höhenlagen von 500 bis 1600 Meter vor.

## Nutzung
Die Buchara-Steppenkerze wird selten als Zierpflanze genutzt.